# No More Drama
No More Drama é o quinto álbum de estúdio da cantora americana Mary J. Blige, o álbum foi lançado nos Estados Unidos no dia 28 de Agosto de 2001. Mundialmente o álbum vendeu mais de 6 milhões de cópias.

## Faixas
| #  | Canção                                    | Compositor(es)                                                               | Duração |
| -- | ----------------------------------------- | ---------------------------------------------------------------------------- | ------- |
| 1  | "Love"                                    | Mary J. Blige, Kwame Holland, Ron "Amen-Ra" Lawrence, Bruce Miller           | 2:46    |
| 2  | "Family Affair"                           | Mary J. Blige, Mike Elizondo, Camara Kambon, Bruce Miller, Andre Young       | 4:03    |
| 3  | "Steal Away"                              | Mary J. Blige, Pharrell Williams                                             | 4:27    |
| 4  | "Crazy Games"                             | Mary J. Blige, Kenny Dickerson                                               | 3:23    |
| 5  | "PMS"                                     | Mary J. Blige, Al Green, Terri Robinson, Chucky Thompson, Tillman, Tara      | 5:33    |
| 6  | "No More Drama"                           | Perry Botkin, Jr., Barry de Vorzon, James Harris, Terry Lewis                | 5:26    |
| 7  | "Keep It Movin'"                          | Mary J. Blige                                                                | 4:15    |
| 8  | "Destiny"                                 | Benny Benjamin, /Mary J. Blige, Gloria Caldwell, Sol Marcus, Brian Reeves    | 4:14    |
| 9  | "Where I've Been"                         | Mary J. Blige, Eve                                                           | 5:11    |
| 10 | "Beautiful Day"                           | Bruce Miller                                                                 | 3:33    |
| 11 | "Dance For Me"                            | Mary J. Blige, Bruce Miller, A. Miller, Sting                                | 4:47    |
| 12 | "Flying Away"                             | Mary J. Blige, Brenda Russell                                                | 5:00    |
| 13 | "Never Been"                              | Henri Charlemagne, Jerry Cohen, Missy Elliott, Gene McFadden, John Whitehead | 4:03    |
| 14 | "2U"                                      | Mary J. Blige                                                                | 4:45    |
| 15 | "In The Meantime"                         | Mary J. Blige, Terri Robinson                                                | 4:14    |
| 16 | "Forever No More" (Poem)                  | Mary J. Blige                                                                | 1:41    |
| 17 | "Testimony"                               | Michelle Bell, Mary J. Blige, Kenny Dickerson                                | 5:00    |
| 18 | "Girl From Yesterday" (Japão faixa bônus) | Mary J. Blige                                                                | 4:37    |

### 2002 relançado
1. "Love"
2. "Family Affair"
3. "Steal Away" (com Pharrell)
4. "He Think I Don't Know"
5. "PMS"
6. "No More Drama"
7. "Rainy Dayz" (com Ja Rule)
8. "Where I've Been" (com Eve)
9. "Beautiful Day"
10. "Dance For Me" (com Common)
11. "No More Drama (Bad Boy Remix)" (com Diddy)
12. "Flying Away"
13. "Never Been"
14. "2U"
15. "In The Meantime"
16. "Forever No More"
17. "Testimony"
18. "Dance For Me (com Common)" (Plutonium Mix) (International faixa bônus)

Japão faixa bônus
1. "Girl From Yesterday"
2. "Checkin' For Me"

## Desempenho
| Tabelas musicais (2001)                   | Melhor posição |
| ----------------------------------------- | -------------- |
| Austrália - Australian Albums Chart       | 2              |
| Áustria - Austrian Albums Chart           | 42             |
| Bélgica - Belgian Albums Chart (Flanders) | 32             |
| Bélgica - Belgian Albums Chart (Wallonia) | 24             |
| Canadá - Canadian Albums Chart            | 5              |
| Dinamarca - Danish Albums Chart           | 10             |
| Países Baixos - Dutch Albums Chart        | 12             |
| França - French Albums Chart              | 8              |
| Alemanha - German Albums Chart            | 13             |
| Nova Zelândia - New Zealand Albums Chart  | 31             |
| Suécia - Swedish Albums Chart             | 2              |
| Suíça - Swiss Albums Chart                | 7              |
| Reino Unido - UK Albums Chart             | 4              |
| Estados Unidos - Billboard 200            | 2              |
| Estados Unidos - Top R&B/Hip-Hop Albums   | 1              |